# Ephedra rituensis
Ephedra rituensis là một loài thực vật hạt trần trong họ Ephedraceae. Loài này được Y.Yang, D.Z.Fu & G.H.Zhu mô tả khoa học đầu tiên năm 2003.